# Valle dei geyser

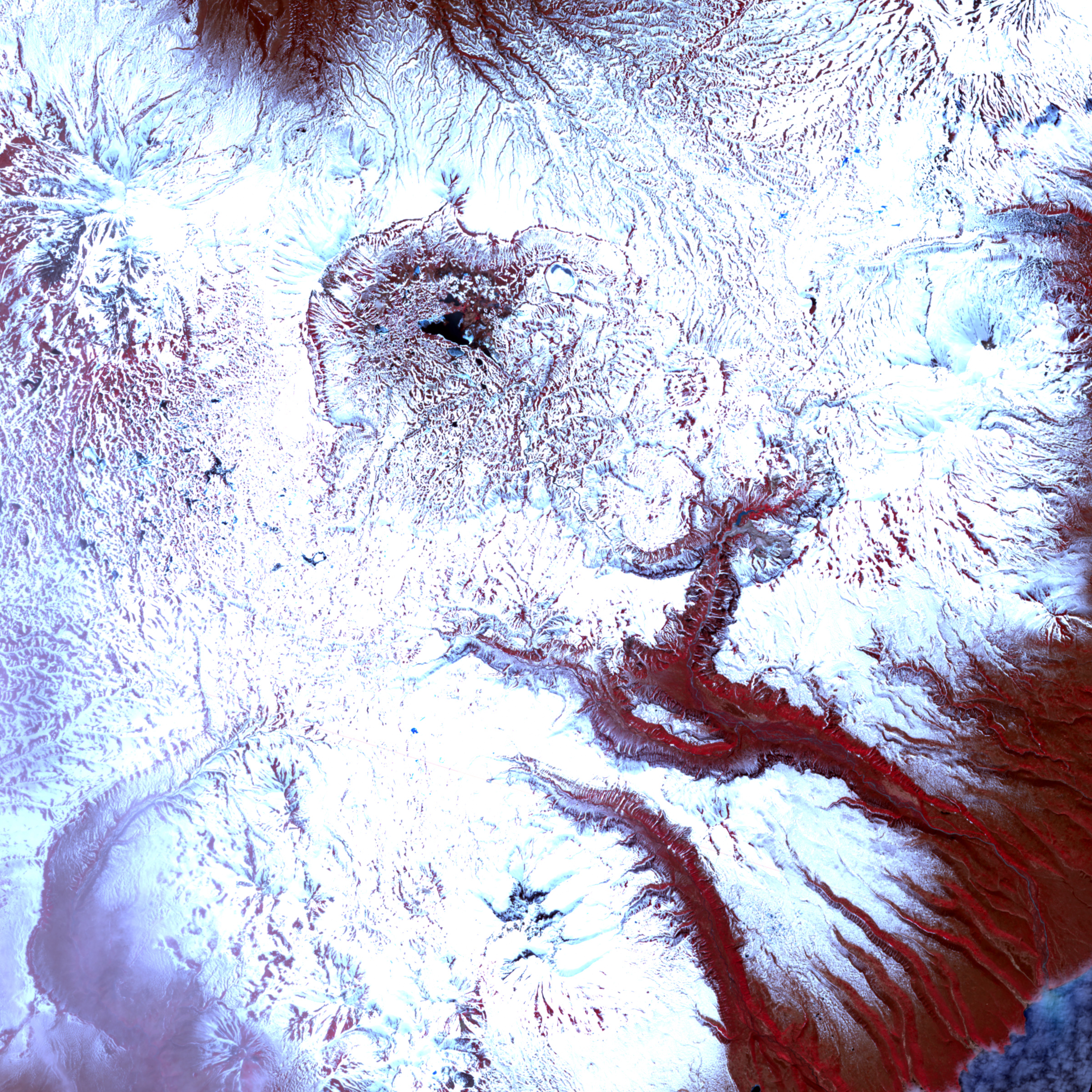
Veduta satellitare agli infrarossi della valle.

La Valle dei Geyser (in russo Долина гейзеров, Dolina gejserov) è un campo di geyser situato nella penisola di Kronockij sulla costa orientale della penisola della Kamčatka, nell'Estremo Oriente russo, nella Russia orientale. 

## Descrizione
È la seconda maggiore concentrazione di geyser del mondo: questo bacino di 6 km di lunghezza ospita circa 90 geyser e numerose sorgenti calde, situati per lo più sulla riva sinistra del fiume Gejsernaja, le cui acque geotermali sgorgano dai fianchi di uno stratovulcano relativamente giovane, il Kichpinyč. 
Ad una profondità di 500 metri sotto la caldera, sono state misurate temperature di 250 °C. La Valle dei Geyser si trova all'interno della riserva naturale di Kronockij, una delle sei località della penisola classificate dall'UNESCO come Patrimonio dell'umanità con il nome di «Vulcani della Kamčatka». Molto remota, la valle è difficilmente raggiungibile con l'elicottero (dopo un volo di circa 200 km dall'eliporto più vicino) e le autorizzazioni per le visite sono limitate a 48 ore. Ciononostante, circa 3000 turisti la visitano ogni anno.

## Storia

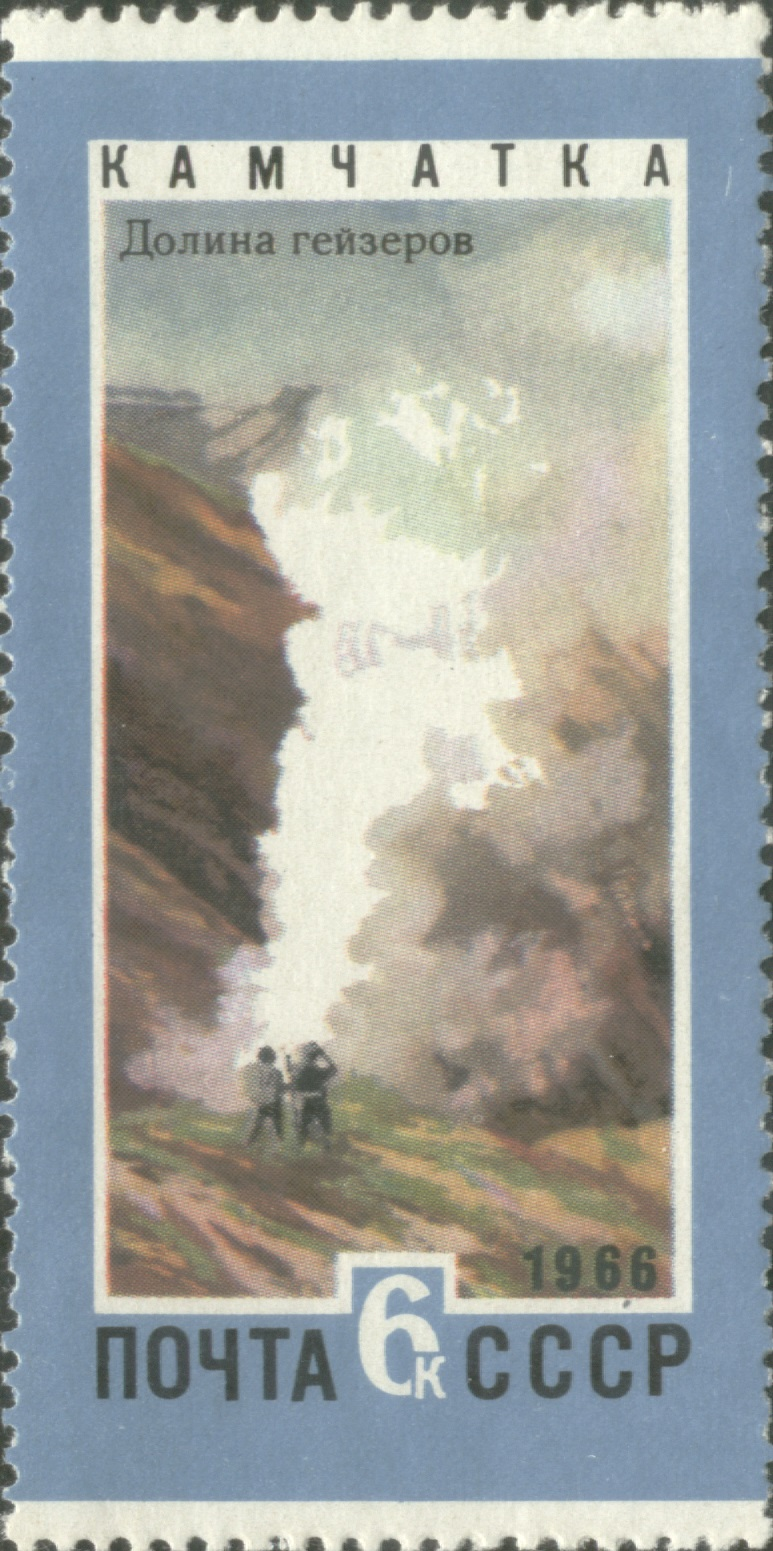
Un francobollo sovietico del 1966.

La Valle dei Geyser venne scoperta da due scienziati locali, Tat'jana Ivanovna Ustinova (1913-2009) e Anissifor Pavlovič Krupenin (1912-1990), il 14 aprile 1941. La loro scoperta venne annunciata quattordici anni più tardi, ma la prima esplorazione scientifica della zona risale solamente al 1972. Uno studio sistematico venne effettuato attorno alla metà degli anni '70, mentre un monitoraggio automatico venne introdotto nel 1990. 
Sono più di trenta i geyser che hanno ricevuto un nome: Bolšoj («il grande»), Velikan («il gigante»), Krepost («la fortezza»), Bastion («il bastione»), Fontan («la fontana»), Vanna («la vasca da bagno»), Žemčužnyj («la perla»), Plačšanitsa («il sudario»). Il Velikan è in grado di produrre un getto d'acqua che può raggiungere i 40 m ogni 2-6 ore. A partire dagli anni '80, la zona venne promossa in seno all'URSS come una delle principali attrazioni turistiche della Kamčatka e dell'Estremo Oriente russo. 
I turisti stranieri vennero ammessi nella valle solamente in seguito alla caduta dell'URSS nel 1991. Oggi circa 3000 turisti visitano il sito ogni anno.

## La frana
Il 3 giugno 2007 una frana di 22,7 milioni di m³ ricoprì i due terzi della valle. Oleg Mitvol' del Ministero delle Risorse naturali e della Protezione dell'ambiente dichiarò: «Abbiamo assistito a un evento naturale unico nel suo genere, ma le conseguenze di una tale catastrofe naturale sono irreversibili». Anche dalla sede dell'UNESCO furono lanciate voci di profonda preoccupazione in seguito alla frana. «Si tratta di una tragedia per l'umanità, nel senso che abbiamo perso una delle grandi meraviglie naturali del mondo», dichiarò il portavoce dell'UNESCO. Il 5 giugno nella parte superiore della valle si formò uno sbarramento alto 60 metri che bloccò le acque del fiume Gejsernaja, portando alla creazione del lago Gejsernoje (Ozero Gejsernoje). La frana ebbe luogo durante le riprese del documentario Wild Russia, le cui immagini mostrano il sito prima e dopo la catastrofe.
La natura irreversibile dei cambiamenti topografici indotti dalla frana non è stata ancora provata ed è possibile che il danno sia meno importante di quanto inizialmente temuto. Il 9 giugno 2007 le acque iniziarono a ritirarsi, riportando alla luce alcune zone sommerse. 
Il geyser Velikan, il più imponente della valle (con un pennacchio di 35 m di altezza), non venne coperto ed è attivo ancora oggi. Altri grandi geyser sono ancora visibili: il Bolšoj (12 m) è stato cancellato, il Gorizontalnyj (con un pennacchio inclinato di 45° che arriva fino a 10 m di altezza) è ancora attivo, e lo stesso vale per il Grot (un geyser molto irregolare il cui pennacchio può raggiungere i 60 m) e lo Žemčužnyj (6 m di altezza).
Al contrario, il geyser Pervenec è stato in parte ostruito. Mentre in precedenza il suo pennacchio, malgrado l'inclinazione di 45°, poteva raggiungere i 20 m di altezza, oggi supera a malapena un metro.
Non lontano dalla valle, il geyser Šaman, l'unico geyser della caldera di Uzon, a 16 km di distanza dall'apparato geotermale, raggiunge gli 8 m di altezza. L'altezza del pennacchio è andata crescendo durante l'inizio degli anni 2010.